# Tony Nicholas Twin
Pour les articles homonymes, voir TNT.
Tony Nicholas Twin, alias TNT est le héros d'une série d'espionnage et d'aventure, publiée par les Éditions Robert Laffont entre 1978 et 1980.
Twin est un journaliste indépendant international qui, lors d'un reportage sur une explosion nucléaire, se retrouva à l'endroit même du lieu de l'explosion. Subissant un effet similaire à celui de l'œil du cyclone, il sera irradié mais non soufflé ou brûlé par l'explosion. À la suite de cet accident, Twin devient un surhomme aux capacités physiques, mentales et sensorielles surdéveloppées.
Il est en permanence manipulé par un milliardaire du nom d'Arnold Benedict qui utilise TNT pour s'enrichir.
Twin n'aspire qu'à une seule chose, vivre dans sa terre d'Irlande en compagnie de sa fille Octobre, handicapée mentale qui nécessite  des soins et de coûteuses opérations. Pour obtenir l'argent nécessaire, Twin est parfois disposé à partir en mission aux quatre coins du monde. La plupart du temps, c'est contre son gré qu'Arnold Benedict fait appel à lui.
La série des romans consacrés aux aventures de TNT frôle souvent le fantastique et la science-fiction, établissant des parallèles entre des classiques de la littérature enfantine (Alice au pays des merveilles, Le Petit Chaperon rouge, Barbe-bleue...) et les méchants de l'histoire ou bien l'univers dans lequel ils évoluent. Les méchants y sont sadiques et inventifs, et les pouvoirs de TNT, proches de ceux des super-héros des Comics.
Rédigée par Loup Durand et Pierre Rey, sous le pseudonyme de Michaël Borgia, cette série comporte neuf romans:
- Les sept cercles de l'enfer
- Le grand congélateur
- La bête du Goulag
- Huit petits hommes rouges
- Les jeux d'Hercule
- Terminus Eldorado
- Le grand chaperon noir
- Les cobras de Lilliput
- Le 10e mari de Barbe-bleue

## Adaptation
Les aventures de TNT ont été adaptés en bandes dessinées entre 1989 et 1990. Christian Denayer dessine sur un scénario de Loup Durand et André-Paul Duchâteau dans une série parue aux Éditions Claude Lefrancq.

Les sept cercles de l'enfer paraît adapté en deux volumes (Octobre et Les Sept cercles)

La bête du Goulag ne sera adapté qu'en partie en un premier volume dont la suite ne parut jamais (La horde d'or).